# Hauptstraße 37 (Regenstauf)
Das sogenannte Schmid-Haus, Hauptstraße 37 in Regenstauf wurde im Sommer des Jahres 2012 abgerissen.
Der Hauptbau stammte aus dem 15. Jahrhundert. Bis 2012 waren noch ein mittelalterlicher Treppengiebel an der Rückseite sowie im Obergeschoss ein barocker Tanzsaal mit Stuckdecke erhalten. Ein Posthornmotiv an einem Granitpfeiler im Nebengebäude weist das Anwesen als historische Posthalterei aus. Das Haus war zuerst nicht in die Denkmalliste eingetragen. Als 2011 ein Neubau geplant wurde, wurde das Bayerische Landesamt für Denkmalpflege auf die Denkmalwürdigkeit aufmerksam und stellte das Haus unter Schutz. Der Abbruch wurde trotzdem vom Landratsamt Regensburg als unterer Denkmalschutzbehörde genehmigt, worauf im Sommer 2012 der Abriss des Hauses erfolgte.